# Correo (1852)
El vapor Correo (luego denominado General Pinto y 9 de Julio) fue el primer buque de vapor a hélice de la Armada Argentina.

## Historia
Construido en astilleros de Dundee, Escocia, el vapor arribó a la ciudad de Buenos Aires el 21 de diciembre de 1851 al mando de David Mac Kenzie. Con casco de hierro y aparejado de pailebote, tenía 160 pies de eslora, 22 de manga, 13 pies 2" de puntal y 8 de calado máximo. Con un sistema de propulsión principal compuesto por una máquina a vapor de 75 HP alimentado por dos calderas y que impulsaba una hélice era capaz de alcanzar una velocidad máxima de 10 nudos y tenía una autonomía operativa de alrededor de 18 días.
El 20 de enero de 1851 por instrucciones del gobierno el capitán del puerto sargento mayor Pedro Ximeno inició las negociaciones para su compra, que se cerró el 26 de enero de 1852 en la suma de 13800 libras acordándose la permanencia de los dos maquinistas y los "fuegueros".
Armado con dos cañones de a 12 y seis de a 10 y tripulado por 80 hombres, el 12 de abril abrió sus operaciones al mando del coronel Juan Bautista Thorne encabezando un convoy que transportaba a la División Correntina al mando del general Benjamín Virasoro a Concordia (Argentina), apoyado por el vapor La Merced, el Julio, el pailebote Chacabuco, e integrado por el vapor Manuelita y las goletas mercantes Brillante y Penélope. Durante la navegación se produjo el pronunciamiento de Urquiza contra Juan Manuel de Rosas, al que adhirió Virasoro, por lo que Thorne fue destituido de su mando.
A su regreso, producida la batalla de Caseros y caído Rosas, realizó un viaje a Bahía Blanca transportando relevos y seguidamente trasladó emigrados unitarios desde Montevideo. 
En mayo de 1852, al mando de Luis Cabassa, en una misión conjunta con el vapor La Merced transportó a San Nicolás de los Arroyos a las autoridades de las provincias de Buenos Aires, Entre Ríos y Corrientes para las deliberaciones que culminarían en el Acuerdo de San Nicolás del 31 de mayo. 

### Correo
Al producirse en Buenos Aires la revolución del 11 de septiembre de 1852 el Correo fue detenido por órdenes de Justo José de Urquiza y tras producirse la sublevación del coronel Hilario Lagos de diciembre puesto al servicio de la Confederación Argentina con el acuerdo de su comandante Cabassa, quien reconoció la autoridad de Urquiza.
Convertido en insignia de la escuadra de la Confederación comandada por el coronel Mariano Cordero y al mando directo del teniente Francisco Gambier, transportó al general José María Paz al Uruguay en misión diplomática para intentar llegar a un acuerdo. A mediados de enero de 1853 ocupó la isla de Martín García y capturó al bergantín Maipú, buque de la escuadra del Estado de Buenos Aires.
En febrero apresó frente a Colonia del Sacramento a las goletas Manuelita y Samborombón con armas para el general Lagos, remitiéndolas a la isla de Martín García hasta tanto finalizaran las gestiones diplomáticas. Sin embargo, el 16 de febrero se cruzó con el vapor porteño La Merced convoyando las goletas a las que había capturado y remolcaba a Buenos Aires. Tras alcanzar al vapor y sus presas, los rindió y capturó después de un breve combate.
Fracasadas las negociaciones, el 18 de abril la escuadra de la Confederación encabezada por el Correo al mando de Mariano Cordero y compuesta por el vapor Merced (Bartolomé Cordero), vapor Constitución (Santiago Maurice) y el bergantín Maipú (a remolque del Correo) enfrentó a la escuadra porteña al mando del polaco Floriano Zurowski, compuesta por el bergantín Enigma (Guillermo Turner), el pailebot 9 de Julio (Fidanza), el bergantín Santa Clara (José Murature), la goleta Chacabuco (Pittaluga), el lugre 11 de septiembre (Vicente Pierallini) y el bergantín goleta Mayo (Pérez). 
Pese a la mayor movilidad de la escuadra nacional, la porteña tenía un poder de fuego superior (cuarenta piezas contra diecinueve), pero lo que definió la lucha fue la diferencia en la capacidad de los mandos superiores y en la lealtad de la oficialidad y tripulación. En el combate de Martín García (1853) el Correo sacó de combate a la nave insignia enemiga, el Enigma, con el concurso de su capitán Guillermo Turner y la oficialidad extranjera que la tripulaba que se negó a participar del combate forzando al mismo Zurowsky y su ayudante Alejandro Murature a dirigir personalmente las baterías. Tras tres horas de combate, el Enigma y el 11 de Septiembre habían sido capturados con sus comandantes y más de doscientos hombres de la tripulación.
El Correo pasó a estacionarse frente a Paraná desde donde partió a San Nicolás y finalmente a Buenos Aires para encabezar el bloqueo del puerto de Buenos Aires dirigido por John Halstead Coe, que cerraba así el sitio de la ciudad. Al traicionar Coe a la Confederación, sobornado por el Estado de Buenos Aires, el 23 de junio de 1853 el Correo fue entregado junto con toda la escuadra.

### Pinto
El 29 de junio fue renombrado General Pinto en honor del fallecido Manuel Guillermo Pinto, gobernador de Buenos Aires entre el 7 de diciembre de 1852 y el 28 de junio de 1853.
Tras ser alistado en el Riachuelo, al mando del capitán Blas Sgitswich en agosto condujo a Montevideo al doctor Carlos Calvo, ministro plenipotenciario en Uruguay, tras lo que fue destinado a tareas de vigilancia en la boca del río Paraná. El 12 de febrero de 1855 el gobierno intentó su venta, pero ante la falta de interesados lo pasó a desarme.
En 1856 volvió al servicio como transporte. Producido el motín de la Legión Agrícola Militar en Bahía Blanca que le costara la vida a su comandante coronel Silvino Olivieri el 29 de septiembre, fue destinada a reprimir la revuelta transportando tropas de la misma Legión al mando del capitán Felipe Caronti. El Pinto permaneció en dicho puerto hasta que normalizada la situación al asumir el mando Antonio Susini regresó a Buenos Aires.
El 13 de agosto de 1857 recibió en aguas del Río de la Plata los restos de Bernardino Rivadavia repatriados desde Cádiz, los que, tras ser velados a bordo, el 20 de ese mes fueron desembarcados en Buenos Aires.

### 9 de Julio
Durante 1858 permaneció al mando de Alejandro Murature. A principios de 1859 cambió su aparejo a lugre. Reiniciadas las hostilidades con la Confederación, se convirtió en nave insignia de la nueva escuadra porteña que al mando de José Murature zarpó en julio bajo el mando directo del capitán del navío Antonio Susini, No es el coronel sino un capitán, Primo lejano del primero, y en convoy con el vapor Buenos Aires (Alejandro Murature) para bloquear Paraná y detener el cruce de las tropas de Urquiza.
Tras forzar el paso del Rosario el 2 de julio bajo el fuego de las baterías nacionales y capturar el bergantín goleta Diana que transportaba artillería para el ejército de la Confederación, se dirigió hacia Paraná estableciendo con éxito el bloqueo.
En la noche del 6 de julio de 1859 Alejandro Murature pasó para conferenciar con su padre al Pinto. Ante el mal clima, José Murature le recomendó que permaneciera a bordo, a lo cual su hijo accedió al haber ya dado sus órdenes. De esta manera, todos los mandos de la escuadra porteña permanecían a bordo. 

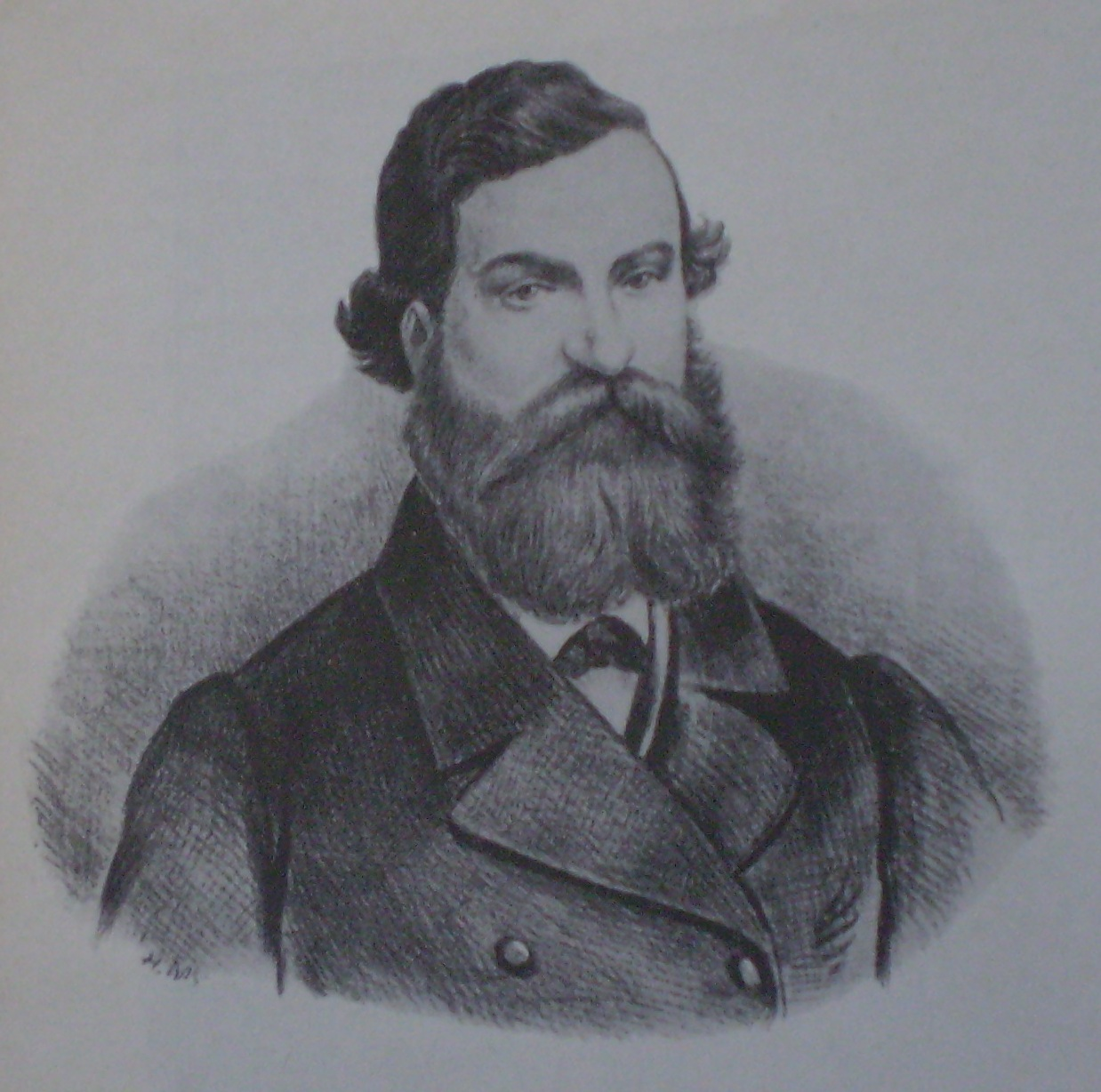
Alejandro Murature.

En la mañana del 7 de julio, el sargento de marina Ramón Ortega y el cabo Felipe Salguero, antiguos soldados de Urquiza, sublevaron a los 23 tripulantes del Pinto. En la lucha que siguió fue muerto Alejandro Murature y heridos su padre y el teniente Constantino Jorge. Con la oficialidad en custodia, los amotinados entregaron el buque a la Confederación, que incorporó al buque como nave insignia rebautizándolo 9 de Julio, al mando directo de Augusto Lasserre. 
Tras la victoria en la batalla de Cepeda (1859) el 9 de Julio entabló combate con la escuadra porteña que evacuaba las tropas vencidas en San Nicolás de los Arroyos.
Finalizado el conflicto y pese al decreto del 23 de diciembre que disponía el desarme de la escuadra nacional, el 9 de Julio permaneció estacionado frente a Paraná en armamento completo.

### Últimos años delPinto

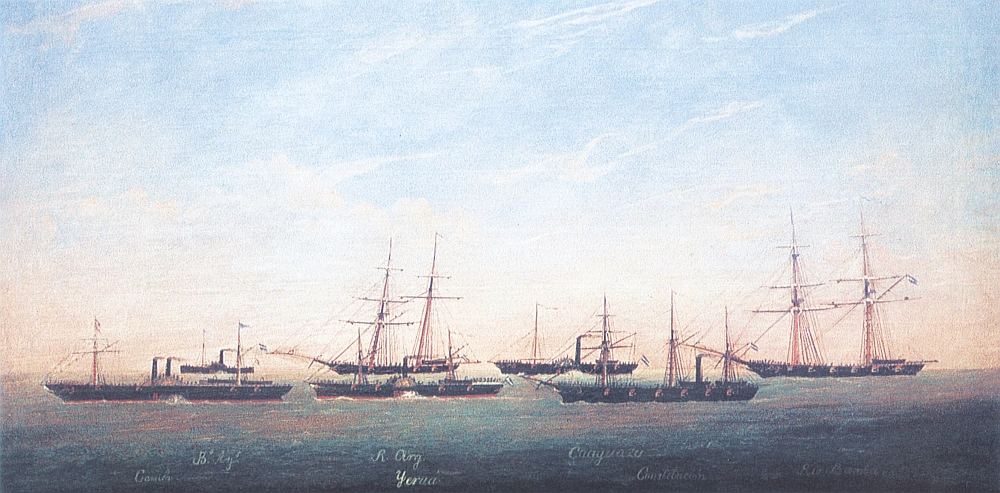
Escuadra del Estado de Buenos Aires en 1859 (óleo de Bartolomé Bossi, ca.1859).

A fines de 1860 pasó a Buenos Aires, donde recuperó el nombre de General Pinto y pasó a rearme. Con cuatro cañones por banda y una coliza giratoria a proa, permaneció estacionado frente a Buenos Aires al mando de Antonio Susini. Fracasado un nuevo intento de venta en 1863 pasó al río Luján para su desarme al mando de Demetrio Petrovich, regresando en 1864 al Riachuelo bajo el comando del capitán Lino Adolfo Neves.
Al estallar la Guerra de la Triple Alianza contra Paraguay, el Pinto no fue considerado apto para ser reintegrado al servicio por lo que permaneció en situación de desarme sin comando militar. 
El informe del Departamento de Marina de 1866 dice que "La escuadra consta hoy de los buques siguientes: Guardia Nacional, Chacabuco, Libertad, Pavón, Buenos Aires, Gualeguay, Itapirú. Los buques en desarme Hércules, General Pintos, Caaguazú, Constitución y goleta Concordia fueron vendidos por el Gobierno después de constatar que eran casi del todo inservibles y que el importe de la compostura en otros, seria más elevado que su valor".
En efecto, en 1865 había sido rematado y adquirido por Nicolás Jurado por 77000 pesos moneda corriente "conteniendo el lote: Su casco forrado en cobre, baupré y timon; una máquina á vapor con sus calderas; un hélice de respuesto; un caño de fíerro con sus vientos; Cadenillas; Un caño de cobre escape de vapor; una cocina fierro en mal estado; una porción fierro viejo; sus Cámaras en el estado en que se encuentran; un entrepuente."
Otras fuentes indican que entre los años 1867 y 1873 fue utilizado como pontón en Barracas (Buenos Aires) destinado a alojar al destacamento de la Delegación de Marina y como depósito, y que a fines de ese año fue remolcado a Montevideo, donde fue estacionado como pontón y depósito de carbón hasta 1875, cuando regresó a Buenos Aires siendo abandonado en la margen derecha del Riachuelo hasta que en 1877 se hundió parcialmente al ser embestido por un vapor mercante. Parte de su estructura fue recuperada y desguazada para construir el "Recreo de la Boca", lugar de mala fama de la ribera.